# Municipio de Lincoln (condado de Crawford)
El municipio de Lincoln (en inglés: Lincoln Township) es un municipio ubicado en el condado de Crawford en el estado estadounidense de Kansas. En el año 2010 tenía una población de 832 habitantes y una densidad poblacional de 4,58 personas por km².

## Geografía
El municipio de Lincoln se encuentra ubicado en las coordenadas 37°37′4″N 94°41′59″O / 37.61778, -94.69972. Según la Oficina del Censo de los Estados Unidos, el municipio tiene una superficie total de 181.57 km², de la cual 180.74 km² corresponden a tierra firme y (0.46%) 0.83 km² es agua.

## Demografía
Según el censo de 2010, había 832 personas residiendo en el municipio de Lincoln. La densidad de población era de 4,58 hab./km². De los 832 habitantes, el municipio de Lincoln estaba compuesto por el 93.63% blancos, el 0.48% eran afroamericanos, el 1.32% eran amerindios, el 0.48% eran asiáticos, el 0.24% eran isleños del Pacífico, el 0.6% eran de otras razas y el 3.25% pertenecían a dos o más razas. Del total de la población el 3.61% eran hispanos o latinos de cualquier raza.